# Buthus intumescens
Espèce
Synonymes
- Androctonus tunetanus intumescens Ehrenberg, 1829

Buthus intumescens est une espèce de scorpions de la famille des Buthidae.

## Distribution
Cette espèce est endémique d'Égypte.

## Systématique et taxinomie
Cette espèce a été décrite sous le protonyme Androctonus tunetanus intumescens par Ehrenberg en 1829. Elle est placée en synonymie avec Androctonus tunetanus par Gervais en 1844. Elle est relevée de synonymie par Kovařík en 2006.

## Publication originale
- Hemprich & Ehrenberg, 1829 : « Vorlaufige Uebersicht der in Nord-Afrika und West-Asien einheimischen Skorpione und deren geographischen Yerbreitung. » Verhandungen der Gesellschaft Naturforschende Freunde in Berlin, vol. 1, no 6, p. 348-362.